# Municipio de Benton (condado de Douglas)
El municipio de Benton (en inglés: Benton Township) es un municipio ubicado en el condado de Douglas en el estado estadounidense de Misuri. En el año 2010 tenía una población de 4308 habitantes y una densidad poblacional de 45,88 personas por km².

## Geografía
El municipio de Benton se encuentra ubicado en las coordenadas 36°56′13″N 92°41′50″O / 36.93694, -92.69722. Según la Oficina del Censo de los Estados Unidos, el municipio tiene una superficie total de 93.91 km², de la cual 93,85 km² corresponden a tierra firme y (0,06 %) 0,05 km² es agua.

## Demografía
Según el censo de 2010, había 4308 personas residiendo en el municipio de Benton. La densidad de población era de 45,88 hab./km². De los 4308 habitantes, el municipio de Benton estaba compuesto por el 97,21 % blancos, el 0,26 % eran afroamericanos, el 0,35 % eran amerindios, el 0,21 % eran asiáticos, el 0,21 % eran de otras razas y el 1,76 % eran de una mezcla de razas. Del total de la población el 1,09 % eran hispanos o latinos de cualquier raza.